# Severn (Ontario)

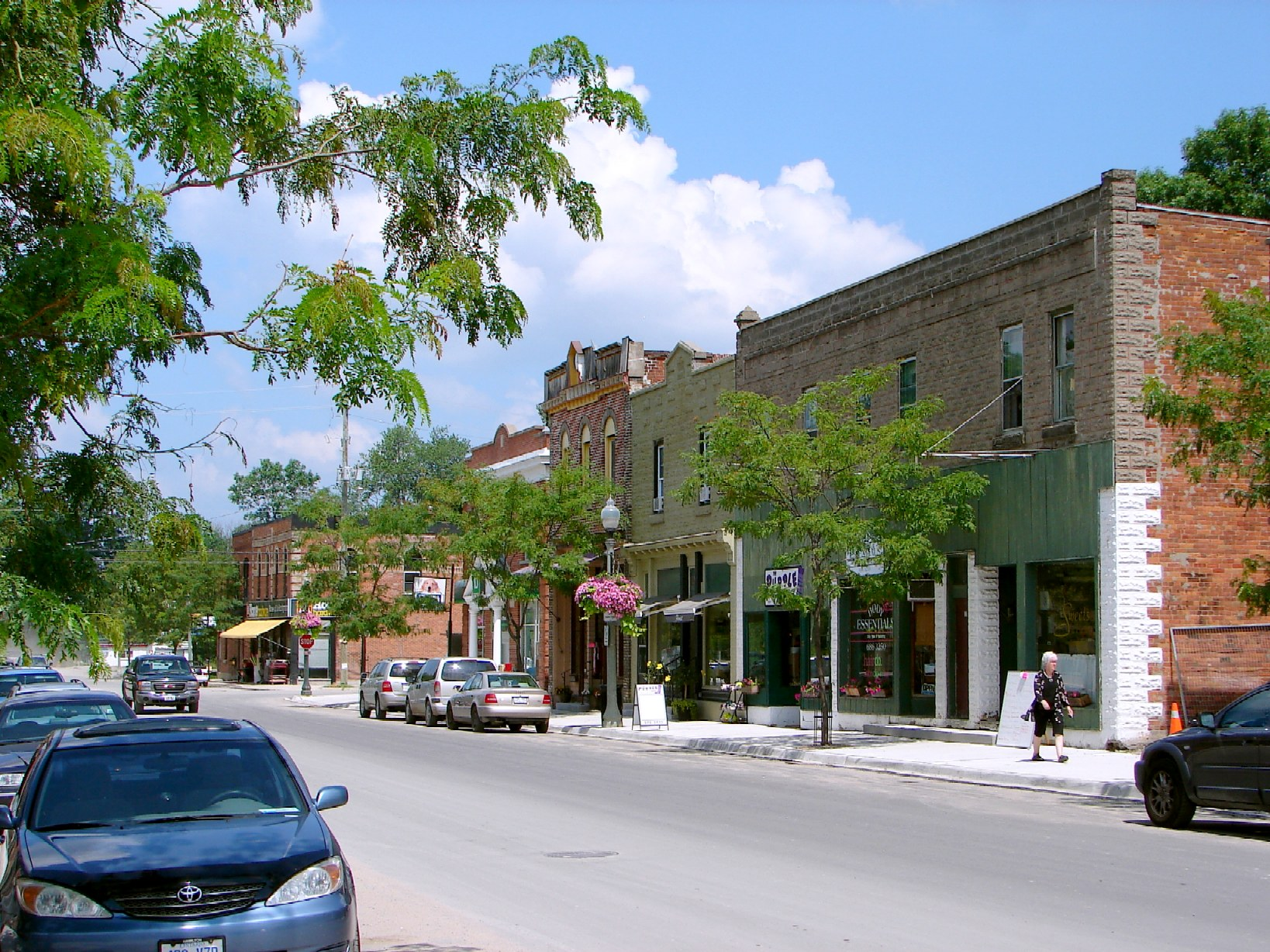
Coldwater

Severn – gmina (ang. township) w Kanadzie, w prowincji Ontario, w hrabstwie Simcoe.
Powierzchnia Severn to 534,72 km².
Według danych spisu powszechnego z roku 2001 Severn liczy 11 135 mieszkańców (20,82 os./km²).